# Mirabilandia

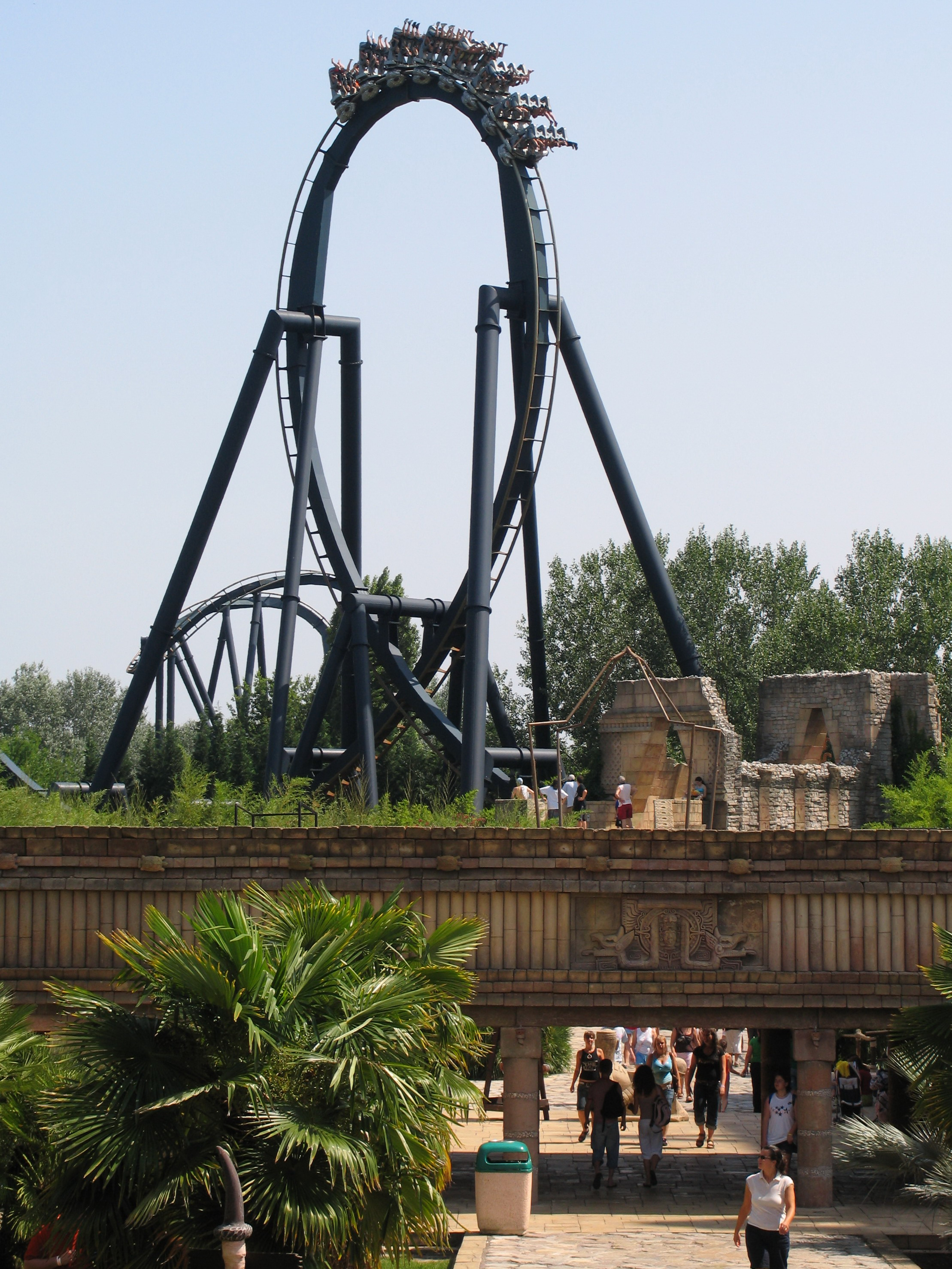
Looping van Katun

Mirabilandia is een Italiaans pretpark, gelegen in Savio nabij Ravenna, Emilia-Romagna.
Het park ontvangt jaarlijks ongeveer anderhalf miljoen bezoekers en is daarmee het op een na grootste pretpark van Italië. Het heeft een oppervlakte van zo'n 55 hectare exclusief de circa 12 hectare grote waterwereld, genaamd Mirabeach. In het park staat ook het 90 meter hoge Eurowheel, het op twee na hoogste reuzenrad in Europa.
In de eerste twee decennia kende het park roerige tijden op het vlak van bezoekersaantallen en financiën, waardoor het meermaals van eigenaar wisselde. In 2002 werd een Braziliaans attractiepark dat eigendom was van de toenmalige eigenaar van Mirabilandia, naar Mirabilandia vernoemd.
Sinds 2019 heeft Mirabilandia de meeste achtbanen van alle attractieparken in Italië. De attracties zijn in zes verschillende themagebieden gelegen; Adventureland, Dinoland, Ducati World, Far West Valley en Route66. Daarnaast opende in 2025 Nickelodeon Land, samen met 10 nieuwe kinderattracties.

## Achtbanen
| Naam             | Type                         | Bouwer                    | Opening | Sluiting |
| ---------------- | ---------------------------- | ------------------------- | ------- | -------- |
| Desmo Race       | Aangedreven tweelingachtbaan | Maurer AG                 | 2019    |          |
| Divertical       | Waterachtbaan                | Intamin AG                | 2012    |          |
| Family adventure | Kinderachtbaan               | Vekoma                    | 2001    | 2011     |
| Gold Digger      | wildemuisachtbaan            | L&T Systems               | 1998    |          |
| Il Bruco Magico  | Big Apple                    | Vekoma                    | 1998    | 2000     |
| iSpeed           | Lanceerachtbaan              | Intamin AG                | 2009    |          |
| Katapult         | Looping coaster              | Schwarzkopf               | 2006    | 2006     |
| Katun            | Omgekeerde achtbaan          | Bolliger & Mabillard      | 2000    |          |
| Leprotto Express | Junior achtbaan              | L&T Systems               | 2005    |          |
| Master Thai      | Moëbiusachtbaan              | Preston & Barbieri        | 2011    |          |
| Rexplorer        | Aangedreven achtbaan         | MACK Rides                | 1992    |          |
| Sierra Tonante   | Houten achtbaan              | William Cobb & Associates | 1992    | 2007     |

De opvallendste attractie is de achtbaan Katun, welke in 2000 opende. De baan bevat de meeste inversies van het pretpark en is de langste en snelste omgekeerde achtbaan van Europa. Daarnaast gaat het treintje door een tunnel met mist en een horizontale helix. Op diverse plekken langs het parcours zijn er grote stenen ringen om het spoor gebouwd, die oplichten als het treintje erdoorheen rijdt. Het station bevat een gedetailleerde mozaïeken vloer die vlak voor het vertrek van de trein wegzakt om de benen van de passagiers ruimte te geven.
Tot 2007 stond er op de plek waar nu iSpeed zich bevindt een middelgrote houten achtbaan genaamd Sierra Tonante en was zo goed als volledig wit geschilderd. In 1992 was het de hoogste, snelste en langste houten achtbaan in Europa. De baan had een gemiddelde snelheid en bevatte, op een kleine heuvel op driekwart van de rit na, weinig tot geen airtime. Het baanontwerp was gestoeld op de klassieke Amerikaanse houten achtbanen en de ritbeleving was hier dan ook naar: een twister parcours, af en toe wat ruw en overal een dominante geur van smeerolie. De ketting op de liftheuvel was naar hedendaagse standaarden erg traag.